# Otto Uhlitz
Otto Uhlitz (* 5. Januar 1923 in Spreeau; † 19. Juni 1987 in Berlin) war ein Berliner Verwaltungsjurist, SPD-Politiker und Senatsdirektor in der Senatsverwaltung für Justiz.

## Leben

### Familie
Uhlitz war Sohn eines märkischen Landwirts und Kommunalpolitikers. Sein Sohn Manfred Uhlitz ist Berliner Landeshistoriker.
Uhlitz besuchte die Staatliche Oberschule in Fürstenwalde von 1937 bis 1940 und absolvierte anschließend eine Verwaltungslehre beim Landratsamt des Kreises Niederbarnim.

### Beruf
Ab dem 1. Februar 1941 arbeitete er als Regierungsinspektoranwärter beim Regierungspräsidium in Potsdam. Von 1941 bis 1945 war er Mitglied der Wehrmacht, er verletzt sich im Zweiten Weltkrieg schwer. 1944 legte er die Reifeprüfung an der Deutschen Oberschule in Lodz ab. Von 1944 bis 1949 studierte er Rechtswissenschaften in Berlin und promovierte 1953 in Köln.
1946 trat Uhlitz in die SPD ein. 1953 wurde er in Berlin Gerichtsreferendar am Kammergericht und seit 1954 Gerichtsassessor am Landgericht. Im Mai 1954 wurde Uhlitz zum Abgeordnetenhaus versetzt und war dort seit 1956 Justitiar. 1958 und 1959 wirkte er als kommissarischer Direktor des Abgeordnetenhauses. Gleichzeitig war er Berater der Arbeitsgemeinschaft der Bezirksverordnetenvorsteher.
Im Mai 1959 wurde Uhlitz auf Wunsch des Regierenden Bürgermeisters Willy Brandt in die Senatskanzlei versetzt, die er als Justitiar und Leiter der Allgemeinen Abteilung zukunftsweisend organisierte. Bei der Abwehr der Verleumdungsklage gegen Brandt war er juristisch maßgeblich beteiligt. Aufgrund einer schweren Krankheit führte er in den 1960er-Jahren seine Amtspflichten über zwei Jahre teilweise vom Krankenhaus aus, bevor er wieder mit Sonderaufgaben ins Amt zurückkehrte.
Eine seiner Schriften wurde zur Grundlage für die Neuordnung der bezirklichen Selbstverwaltung. Von 1968 bis 1975 war er Senatsdirektor in der Senatsverwaltung für Justiz. Nicht zuletzt aufgrund seines Gesundheitszustandes wurde er in den einstweiligen Ruhestand versetzt.

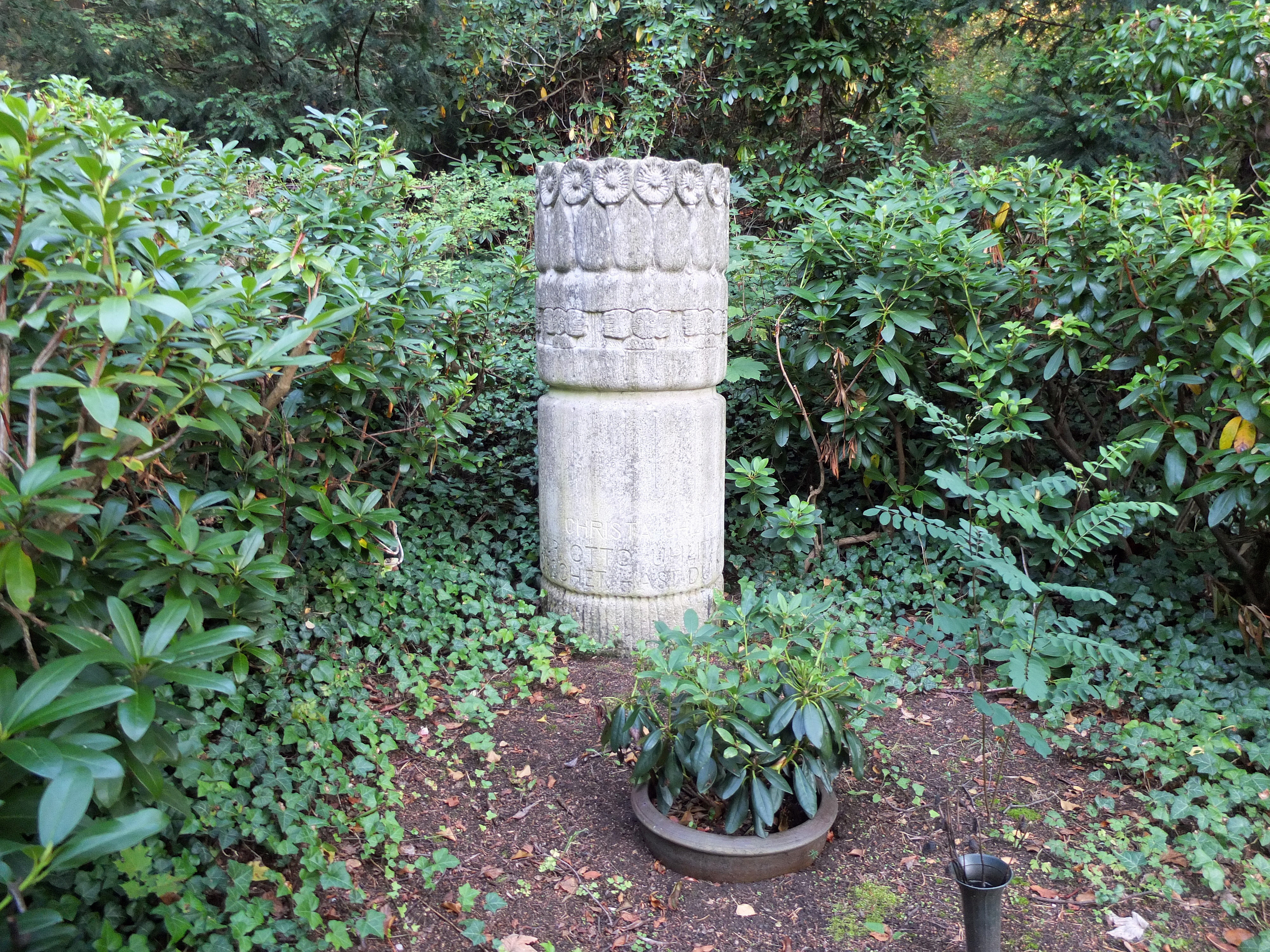
Grab von Otto Uhlitz auf dem Friedhof Heerstraße in Berlin-Westend

Die letzte Dekade seines Lebens verbrachte Uhlitz mit der Erforschung lokaler Familien-, Kunst- und Rechtsgeschichte. Untermauert hat er dies mit einigen kunsthistorischen Semestern an der Freien Universität Berlin.
Otto Uhlitz starb nach jahrelanger Krankheit im Juni 1987 im Alter von 64 Jahren in Berlin. Sein Grab befindet sich auf dem landeseigenen Friedhof Heerstraße in Berlin-Westend. Das Grabdenkmal in Form eines Säulenstumpfes ist ein Werk des Bildhauers Günter Anlauf und trägt als Umschrift unten das Motto des Vereins für die Geschichte Berlins, in dem der Verstorbene mitgewirkt hatte: „Was Du erforschet, hast Du miterlebt.“

## Ehrungen
- 1987: Bundesverdienstkreuz 1. Klasse
- Grabdenkmal des Berliner Bildhauers Günter Anlauf

## Werke
- Die Rechtsstellung der Berliner Bezirke (= Dissertationsschrift), Köln 1953.
- Verfassung von Berlin vom 1. September 1950 (mit geschichtlicher Darstellung des Berliner Verfassungsrechts), Berlin 1961.
- Dekonzentration und Dezentralisation – oder abhängige und unabhängige Dezentralisation?, in: H. Conrad, H. Jahrreiß u. a. (Hrsg.): Festschrift Hans Peters, Salzwedel u. a. 1967, S. 248ff.
- Reform der Berliner Bezirksverfassung. Zugleich ein Beitrag zum Kommunal-Verfassungsrecht (= Studien zum öffentlichen Recht und Verwaltungslehre, Band 8), Berlin und Frankfurt a. Main 1968.
- Kleine Verfassungsgeschichte Berlins. Die historischen Grundlagen des Berliner Verfassungsrechts, in: Berliner Forum, Heft 6/69, Berlin 1969.
- Der Berliner Münzfries. Geschichte und Schicksal eines bedeutenden Werkes klassizistischer Bildhauerkunst, in: Jahrbuch „Der Bär von Berlin“, hrsg. v. Verein für die Geschichte Berlins, 27. Jahrgang, Berlin 1978.
- Der Berliner Münzfries und der Neubau der Reichsmünze am Molkenmarkt (Nachtrag zu Bd. 27/1978), in: Jahrbuch „Der Bär von Berlin“, hrsg. v. Verein für die Geschichte Berlins, 28. Jahrgang, Berlin 1979.
- Zur Geschichte des Berliner Bezirksverfassungsrechts. Eine Rückschau unter besonderer Berücksichtigung Charlottenburgs, in: Wolfgang Ribbe (Hrsg.): Von der Residenz zur City. 275 Jahre Charlottenburg, Berlin 1980, S. 317–426.
- Zur Geschichte des Neptunbrunnens in Berlin. Zum 150. Geburtstag seines Schöpfers Reinhold Begas, in: Jahrbuch „Der Bär von Berlin“, hrsg. v. Verein für die Geschichte Berlins, 30. Jahrgang, Berlin 1981.
- Mutmaßungen über die Deputationen in der Berliner Verfassungsgeschichte, in: Jahrbuch „Der Bär von Berlin“, hrsg. v. Verein für die Geschichte Berlins, 31. Jahrgang, Berlin 1982.
- Die Gründung Friedrichshagens. Die historischen und wirtschaftlichen Voraussetzungen für die Gründung Friedrichshagens als Spinnerdorf, in: Jahrbuch „Der Bär von Berlin“, hrsg. v. Verein für die Geschichte Berlins, 32. Jahrgang, Berlin 19832.
- Der Berliner Baumeister Heinrich Gentz und die Münze am Werderschen Markt, in: Jahrbuch „Der Bär von Berlin“, hrsg. v. Verein für die Geschichte Berlins, 34. Jahrgang, Berlin 1985.
- Friedrich der Große, Watteau, Wilhelm von Bode und der Hohenzollernvergleich, in: Jahrbuch „Der Bär von Berlin“, hrsg. v. Verein für die Geschichte Berlins, 35. Jahrgang, Berlin 1986.
- Wem gehören die sterblichen Überreste Friedrichs des Großen?, in: Jahrbuch „Der Bär von Berlin“, hrsg. v. Verein für die Geschichte Berlins, 37. Jahrgang, Berlin 1988, S. 73–99.